# Lichinga
Lichinga je glavni grad mozambičke pokrajine Niassa. Leži na preko 1300 mnm, u blizini jezera Malavi. Zbog svoje nadmorske visine ima vlažnu suptropsku klimu. Grad ima i zračnu luku, a željeznicom je povezan s Nampulom i lukom Nacalom.
Nakon što je prvobitno bilo u regiji Metónia, naselje se od 1931. nalazi na današnjoj lokaciji. Nazvano je Vila Cabral, prema tadašnjem upravitelju Portugalske Istočne Afrike. Od neovisnosti Mozambika nosi današnje ime. Mozambički građanski rat (1977. – 1992.) ostavio je posljedice u pokrajini koje se osjećaju do danas. Turizam je u povojima, a od turističkih atrakcija ističu se ribolov na jezeru Malavi, planinarenje te rezervat slonova.
Lichinga je 2007. imala 142.331 stanovnika.